# Jugendbundesliga der weiblichen A-Jugend (Handball) 2017/18
Die Saison 2017/18 der Jugendbundesliga Handball (JBLH) weiblich war die fünfte Spielzeit der höchsten deutschen Spielklasse im Handball der weiblichen A-Jugend. Sie begann am 2. Oktober 2017 mit dem ersten Spieltag der Vorrunde und endete mit dem Final Four am 2./3. Juni 2018. Ausrichter der Jugendbundesliga weiblich 2017/18 war der Deutsche Handballbund.

## Modus
Für die erste Phase der Saison wurden die Mannschaften in acht Dreier-Staffeln eingeteilt. Die jeweils Ersten und Zweiten der acht Gruppen schafften den Einzug in die Meisterrunde, die wiederum aus vier Vierergruppen bestanden.
Wer die Meisterrunde auf Platz eins oder zwei abschloss, zog ins Viertelfinale ein. Das Bestehen hier bedeutete der Einzug in das Final-Four-Turnier um die Deutsche Meisterschaft. Die acht Vorrundendritten kämpften um den DHB-Pokal. Aus den beiden zu bildenden Viererstaffeln qualifizierte sich der jeweils Erste für das Pokal-Endspiel. Neben den 16 Zwischenrunden-Teilnehmerinnen hatten die DHB-Pokal-Finalistinnen das Ticket für die A-Jugend-Bundesliga-Saison weiblich Saison 2018/19 sicher.

## Vorrunde

### Gruppe 1
| Pl. | Verein                | Sp. | S | U | N | Tore     | Diff. | Punkte |
| --- | --------------------- | --- | - | - | - | -------- | ----- | ------ |
| 1.  | Buxtehuder SV         | 4   | 4 | 0 | 0 | 0114:780 | +36   | 08:00  |
| 2.  | SV Grün-Weiß Schwerin | 4   | 1 | 1 | 2 | 093:1030 | −10   | 03:50  |
| 3.  | PSV Recklinghausen    | 4   | 0 | 1 | 3 | 094:1200 | −26   | 01:70  |

### Gruppe 2
| Pl. | Verein                  | Sp. | S | U | N | Tore      | Diff. | Punkte |
| --- | ----------------------- | --- | - | - | - | --------- | ----- | ------ |
| 1.  | VfL Bad Schwartau       | 4   | 4 | 0 | 0 | 0106:770  | +29   | 08:00  |
| 2.  | JSG HLZ Ahlen           | 4   | 2 | 0 | 2 | 0111:1170 | −6    | 04:40  |
| 3.  | HSG Hannover-Badenstedt | 4   | 0 | 0 | 4 | 0106:1290 | −23   | 00:80  |

### Gruppe 3
| Pl. | Verein               | Sp. | S | U | N | Tore     | Diff. | Punkte |
| --- | -------------------- | --- | - | - | - | -------- | ----- | ------ |
| 1.  | HSG Blomberg-Lippe   | 4   | 4 | 0 | 0 | 0130:940 | +36   | 08:00  |
| 2.  | AMTV Hamburg         | 4   | 1 | 0 | 3 | 096:1020 | −6    | 02:60  |
| 3.  | SG Rödertal/Radeberg | 4   | 1 | 0 | 3 | 082:1120 | −30   | 02:60  |

### Gruppe 4
| Pl. | Verein                 | Sp. | S | U | N | Tore      | Diff. | Punkte |
| --- | ---------------------- | --- | - | - | - | --------- | ----- | ------ |
| 1.  | VfL Oldenburg          | 4   | 4 | 0 | 0 | 0138:860  | +52   | 08:00  |
| 2.  | TV Aldekerk            | 4   | 2 | 0 | 2 | 0106:1060 | ±0    | 04:40  |
| 3.  | Reinickendorfer Füchse | 4   | 0 | 0 | 4 | 071:1230  | −52   | 00:80  |

### Gruppe 5
| Pl. | Verein                 | Sp. | S | U | N | Tore    | Diff. | Punkte |
| --- | ---------------------- | --- | - | - | - | ------- | ----- | ------ |
| 1.  | FSG Mainz 05/Budenheim | 4   | 2 | 0 | 2 | 097:940 | +3    | 04:40  |
| 2.  | SV Allensbach          | 4   | 2 | 0 | 2 | 095:920 | +3    | 04:40  |
| 3.  | JSG Neckar-Kocher      | 4   | 2 | 0 | 2 | 090:960 | −6    | 04:40  |

### Gruppe 6
| Pl. | Verein                          | Sp. | S | U | N | Tore      | Diff. | Punkte |
| --- | ------------------------------- | --- | - | - | - | --------- | ----- | ------ |
| 1.  | Borussia Dortmund               | 4   | 4 | 0 | 0 | 0132:750  | +57   | 08:00  |
| 2.  | wJSG Bad SOden/Schwalb/Niederh. | 4   | 2 | 0 | 2 | 0104:1150 | −11   | 04:40  |
| 3.  | HSV Magdeburg                   | 4   | 0 | 0 | 4 | 070:1160  | −46   | 00:80  |

### Gruppe 7
| Pl. | Verein            | Sp. | S | U | N | Tore      | Diff. | Punkte |
| --- | ----------------- | --- | - | - | - | --------- | ----- | ------ |
| 1.  | HC Leipzig        | 5   | 3 | 0 | 2 | 0106:980  | +8    | 06:40  |
| 2.  | SG BBM Bietigheim | 4   | 2 | 0 | 2 | 0123:1120 | +11   | 04:40  |
| 3.  | HCD Gröbenzell    | 4   | 1 | 0 | 3 | 0102:1210 | −19   | 02:60  |

### Gruppe 8
| Pl. | Verein                | Sp. | S | U | N | Tore     | Diff. | Punkte |
| --- | --------------------- | --- | - | - | - | -------- | ----- | ------ |
| 1.  | TSV Bayer Leverkusen  | 4   | 3 | 0 | 1 | 0118:860 | +32   | 06:20  |
| 2.  | HSG Bensheim/Auerbach | 4   | 1 | 1 | 2 | 082:970  | −15   | 03:50  |
| 3.  | TV Nellingen          | 4   | 1 | 1 | 2 | 091:1080 | −17   | 03:50  |

## Zwischenrunde
Für die Zwischenrunde qualifizierten sich die jeweils beiden erstplatzierten Mannschaften der vier Vorrundengruppen.

### Gruppe A
| Pl. | Verein                | Sp. | S | U | N | Tore    | Diff. | Punkte |
| --- | --------------------- | --- | - | - | - | ------- | ----- | ------ |
| 1.  | TV Aldekerk           | 3   | 2 | 1 | 0 | 090:830 | +7    | 05:10  |
| 2.  | HSG Blomberg-Lippe    | 3   | 2 | 0 | 1 | 092:680 | +24   | 04:20  |
| 3.  | HSG Bensheim/Auerbach | 3   | 1 | 1 | 1 | 068:790 | −11   | 03:30  |
| 4.  | VfL Bad Schwartau     | 3   | 0 | 0 | 3 | 071:910 | −20   | 00:60  |

### Gruppe B
| Pl. | Verein               | Sp. | S | U | N | Tore     | Diff. | Punkte |
| --- | -------------------- | --- | - | - | - | -------- | ----- | ------ |
| 1.  | TSV Bayer Leverkusen | 3   | 2 | 0 | 1 | 0115:830 | +32   | 04:20  |
| 2.  | VfL Oldenburg        | 3   | 2 | 0 | 1 | 0100:820 | +18   | 04:20  |
| 3.  | AMTV Hamburg         | 3   | 2 | 0 | 1 | 076:820  | −6    | 04:20  |
| 4.  | JSG HLZ Ahlen        | 3   | 0 | 0 | 3 | 081:1250 | −44   | 00:60  |

### Gruppe C
| Pl. | Verein            | Sp. | S | U | N | Tore    | Diff. | Punkte |
| --- | ----------------- | --- | - | - | - | ------- | ----- | ------ |
| 1.  | HC Leipzig        | 3   | 2 | 1 | 0 | 080:680 | +12   | 05:10  |
| 2.  | Borussia Dortmund | 3   | 2 | 0 | 1 | 099:820 | +17   | 04:20  |
| 3.  | SG GW Schwerin    | 3   | 1 | 0 | 2 | 074:860 | −12   | 02:40  |
| 4.  | SV Allensbach     | 3   | 0 | 1 | 2 | 068:850 | −17   | 01:50  |

### Gruppe D
| Pl. | Verein                 | Sp. | S | U | N | Tore    | Diff. | Punkte |
| --- | ---------------------- | --- | - | - | - | ------- | ----- | ------ |
| 1.  | Buxtehuder SV          | 3   | 2 | 1 | 0 | 094:770 | +17   | 05:10  |
| 2.  | SG BBM Bietigheim      | 3   | 1 | 1 | 1 | 080:810 | −1    | 03:30  |
| 3.  | FSG Mainz 05/Budenheim | 3   | 1 | 1 | 1 | 085:810 | +4    | 03:30  |
| 4.  | wJSG Bad Soden/Sch./N. | 3   | 0 | 0 | 3 | 070:830 | −13   | 00:60  |

## Viertelfinale
Die jeweils beiden erstplatzierten Mannschaften der vier Zwischenrundengruppen qualifizierten sich für das Viertelfinale. Dieses wurde im K.-o.-System mit Hin- und Rückspiel zwischen dem 7. April und 28. April 2018 ausgetragen.
| Datum             | Heimmannschaft       |   | Gastmannschaft       | Ergebnis |
| ----------------- | -------------------- | - | -------------------- | -------- |
| 1. Viertelfinale: |                      |   |                      |          |
| 7. April 2018     | HSG Blomberg-Lippe   | – | HC Leipzig           | 29:22    |
| 14. April 2018    | HC Leipzig           | – | HSG Blomberg-Lippe   | 27:27    |
| 2. Viertelfinale: |                      |   |                      |          |
| 8. April 2018     | Borussia Dortmund    | – | TV Aldekerk          | 35:30    |
| 18. April 2018    | TV Aldekerk          | – | Borussia Dortmund    | 24:27    |
| 3. Viertelfinale: |                      |   |                      |          |
| 10. April 2022    | SG BBM Bietigheim    | – | TSV Bayer Leverkusen | 28:35    |
| 15. April 2018    | TSV Bayer Leverkusen | – | SG BBM Bietigheim    | 44:31    |
| 4. Viertelfinale: |                      |   |                      |          |
| 8. April 2018     | VfL Oldenburg        | – | Buxtehuder SV        | 26:33    |
| 28. April 2018    | Buxtehuder SV        | – | VfL Oldenburg        | 27:18    |

## Final Four
Das Final Four wurde am Wochenende 2./3. Juni 2018 ausgetragen.

### Halbfinale
Im Halbfinale um die Deutsche Meisterschaft 2018 trafen die vier Siegerinnen des Viertelfinals aufeinander:
| Datum        | Heimmannschaft       |   | Gastmannschaft     | Ergebnis |
| ------------ | -------------------- | - | ------------------ | -------- |
| 2. Juni 2018 | Borussia Dortmund    | – | Buxtehuder SV      | 23:31    |
| 2. Juni 2018 | TSV Bayer Leverkusen | – | HSG Blomberg-Lippe | 24:22    |

### Spiel um Platz 3
Die beiden Verlierinnen der Halbfinalspiele bestritten das Spiel um Platz 3:
| Datum        | Heimmannschaft     |   | Gastmannschaft    | Ergebnis |
| ------------ | ------------------ | - | ----------------- | -------- |
| 3. Juni 2018 | HSG Blomberg-Lippe | – | Borussia Dortmund | 31:27    |

### Finale
Die beiden Siegerinnen der Halbfinalbegegnungen standen sich vor 1000 Zuschauern und Zuschauerinnen in Buxtehude im Finale am 3. Juni 2018 gegenüber:
| Datum        | Heimmannschaft       |   | Gastmannschaft | Ergebnis |
| ------------ | -------------------- | - | -------------- | -------- |
| 3. Juni 2018 | TSV Bayer Leverkusen | – | Buxtehuder SV  | 31:30    |